# Coupe du monde FIA 2 Litres des constructeurs
La Coupe/Championnat FIA 2-Litres des constructeurs est une ancienne compétition mondiale de type Kit-Car 2 Litres en rallye, réservée aux constructeurs automobiles internationaux durant sept ans avec un calendrier d'épreuves habituelles du championnat du monde des rallyes (WRC).

## Histoire
La compétition lorsqu'elle est intégrée au déroulement saisonnier du WRC donne lieu à l'attribution d'une Coupe. En 1995 et 1996 un Championnat proprement dit est décidé, avec des rallyes le plus souvent issus par alternance annuelle du cadre habituel du WRC.
Sont concernés des véhicules de 1 600  à   2 000 cm3 de cylindrée, à aspiration naturelle et deux roues motrices avant, trouvant leur pleine expression sur des terrains de type asphalte très sinueux de par leur adhérence et leur faible poids comme lors du Tour de Corse, les constructeurs français Peugeot, Renault et Citroën tirant largement leurs épingles respectives du jeu planétaire avec des modèles de type  Maxi (306, Clio ou Mégane) et  Kit-Cars (Xsara, les premiers modèles de ce type construits étant des Nissan Sunny et Volkswagen Golf GTi), tout en servant de rampes de lancement pour les carrières entre autres de Gilles Panizzi (6 courses gagnées, 1 en 1996, 2 en 1997 et 3 en 1998) et de Philippe Bugalski.
En 1994 la voiture lauréate est une Škoda Favorit de 1 300 cm3 à peine. En 1996 Bugalski termine vainqueur du Tour de Corse avec ce type de voitures (une Renault Maxi Mégane), et Gilles Panizzi est deuxième au Monte-Carlo sur 306 Maxi.
En 2000 l'expérience n'est cependant pas poursuivie, les classe Super 2000 (S2000) étant alors incorporées au P-WRC, et les Super 1600 au J-WRC, nécessité d'autant plus ressentie par les instances dirigeantes après les victoires de Bugalski en 1999 aux Rallye de Catalogne et Tour de Corse sur Citroën Xsara Kit-Car en WRC.
En 2006 l'Intercontinental Rally Challenge devient également un championnat planétaire à part entière pour ce type de cylindrées au travers de la catégorie Super 2000.

## Épreuves en Championnats (1995-1996)

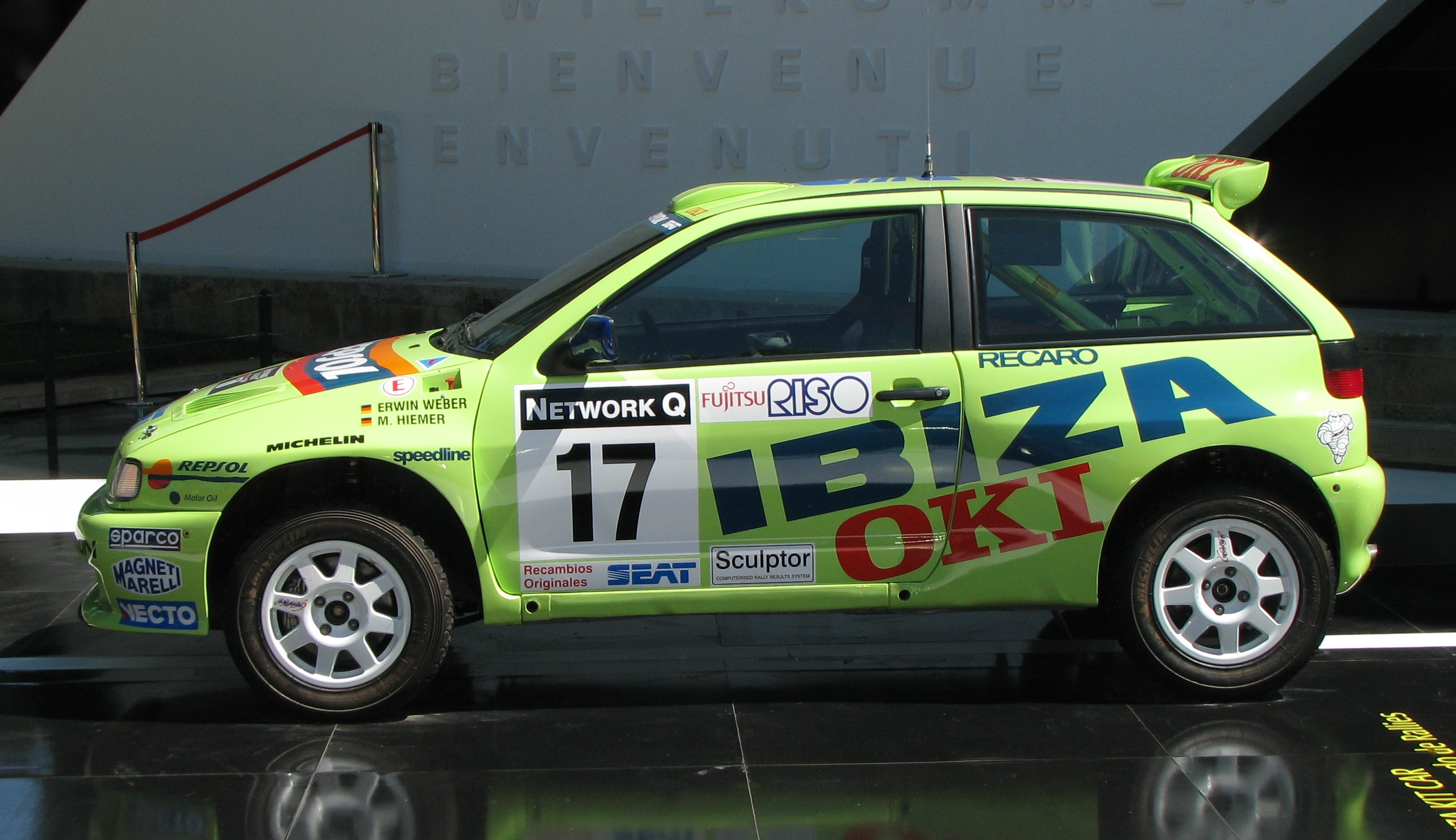
La Seat Ibiza Kit Car, triple championne du monde 2L. avec Seat Sport (1996, 1997 et 1998 - voiture Weber/Hiemer de 1996).

- Rallye Monte-Carlo (1995-1996)
- Rallye de Suède (1995)
- Rallye du Portugal (1995-1996)
- Rallye Safari (1995)
- Tour de Corse (1995-1996)
- Rallye de l'Acropole (1995)
- Rallye d'Argentine (1995-1996)
- Rallye de Nouvelle-Zélande (1995-1996)
- Rallye de Finlande (1995)
- Rallye Sanremo (1995)
- Rallye d'Australie (1996)
- Rallye de Catalogne (1996)
- Rallye de Grande-Bretagne (1996)

## Palmarès

### Général (1993 - 1999)
| Année | Équipes                    | Voitures utilisées  |
| ----- | -------------------------- | ------------------- |
| 1993  | General Motors Europe/Opel | Opel Astra GSi 16V  |
| 1994  | Škoda                      | Škoda Favorit 136L  |
| 1995  | Peugeot                    | Peugeot 306 S16     |
| 1996  | Seat                       | Seat Ibiza GTI 16V  |
| 1997  | Seat                       | Seat Ibiza GTI 16V  |
| 1998  | Seat                       | Seat Ibiza GTI 16V  |
| 1999  | Renault                    | Renault Maxi Mégane |

### Coupe FIA de voitures de Tourisme des constructeurs 1993
Seuls les rallyes du Kenya et d'Australie pour cette première saison ne sont pas retenus à partir du calendrier WRC, ces deux épreuves étant alors jugées mécaniquement trop contraignantes pour la cylindrée. Victoire de Bruno Thiry à cinq reprises.
| no | Date            | Rallye                     | Premiers 2L.                          | Voiture                             |
| -- | --------------- | -------------------------- | ------------------------------------- | ----------------------------------- |
| 1  | 21-27 janvier   | Rallye Monte-Carlo         | Bruno Thiry Stéphane Prévot           | Opel Astra GSi 16V (8e)             |
| 2  | 12-14 février   | Rallye de Suède            | Pier Svan Johan Olsson                | Opel Astra GSi 16V (10e)            |
| 3  | 3-6 mars        | Rallye du Portugal         | Bruno Thiry Stéphane Prévot           | Opel Astra GSi 16V (10e)            |
| 4  | 2-4 mai         | Tour de Corse              | Jean Ragnotti Gilles Thimonier        | Renault Clio Williams (8e)          |
| 5  | 30 mai-1er juin | Rallye de l'Acropole       | Emil Triner Jiří Klíma                | Škoda Favorit 136L (11e)            |
| 6  | 14-17 juillet   | Rallye d'Argentine         | Gabriel Raies Jose Maria Volta        | Renault 18 GTX (9e)                 |
| 7  | 5-8 août        | Rallye de Nouvelle-Zélande | Alexander Artemenko Viktor Timkovskiy | Lada Samara (22e)                   |
| 8  | 27-29 août      | Rallye de Finlande         | Bruno Thiry Stéphane Prévot           | Opel Astra GSi 16V (18e)            |
| 10 | 11-13 octobre   | Rallye Sanremo             | Bruno Thiry Stéphane Prévot           | Opel Astra GSi 16V (5e)             |
| 12 | 2-4 novembre    | Rallye de Catalogne        | Bruno Thiry Stéphane Prévot           | Opel Astra GSi 16V (7e)             |
| 13 | 21-24 novembre  | Rallye de Grande-Bretagne  | David Llewellin Ian Grindrod          | Vauxhall (Opel) Astra GSI 16V (12e) |

| Équipes                                                                                              | Points |
| --- | ------ |
| General Motors Europe/Opel (Thiry/Prévot, Svan/Olson, Loix/Vranken, Climent/Muñoz, Bardolet/Muntada) | 74     |
| Škoda                                                                                                | 54     |
| Peugeot                                                                                              | 38     |
| Citroën                                                                                              | 26     |
| Lada                                                                                                 | 23     |
| Renault                                                                                              | 19     |
| Toyota                                                                                               | 15     |
| Renault Argentina                                                                                    | 10     |
| Fiat Argentina                                                                                       | 8      |
| Volkswagen                                                                                           | 4      |
| Saab                                                                                                 | 4      |
| Nissan                                                                                               | 2      |
| Seat                                                                                                 | 2      |
| Daihatsu                                                                                             | 1      |
| Wartburg                                                                                             | 1      |

### Coupe du monde FIA 2 Litres des constructeurs 1994
La FIA impose alors un calendrier de rotations pour trois années. Des épreuves phares régulièrement inscrites au WRC depuis 1973 en sont désormais parfois absentes, leur vainqueur n'étant que très rarement celui de la catégorie 2L.WC, comme au Tour de Corse 1996... toutes les puissances autorisées lors de rallyes restant admises durant ces courses; les rallyes de Suède, d'Australie et de Catalogne sont les premiers à expérimenter la formule sur une saison.
| no | Date            | Rallye                    | Premier 2L.                      | Voiture                    |
| -- | --------------- | ------------------------- | -------------------------------- | -------------------------- |
| 1  | 4-6 février     | Rallye de Suède           | Pier Svan Johan Olsson           | Opel Astra GSi 16V (7e)    |
| 2  | 1-4 mars        | Rallye du Portugal        | José Carlos Macedo Miguel Borges | Renault Clio Williams (6e) |
| 3  | 29-31 mai       | Rallye de l'Acropole      | Emil Triner Jiří Klíma           | Škoda Favorit 136L (9e)    |
| 4  | 26-28 août      | Rallye de Finlande        | Grégoire De Mévius Willy Lux     | Opel Astra GSi 16V (14e)   |
| 5  | 16-19 septembre | Rallye d'Australie        | Pavel Sibera Petr Gross          | Škoda Favorit 136L (13e)   |
| 6  | 9-12 octobre    | Rallye Sanremo            | Alister McRae David Senior       | Nissan Sunny GTi (12e)     |
| 7  | 2-4 novembre    | Rallye de Catalogne       | Marco Oriol Gómez Marc Martí     | Renault Clio Williams (2e) |
| 8  | 20-23 novembre  | Rallye de Grande-Bretagne | Gwyndaf Evans Howard Davies      | Ford Escort RS2000 (7e)    |

| Équipes                           | Points |
| --------------------------------- | ------ |
| Škoda (Triner/Klíma, Sibera/Gros) | 43     |
| Nissan                            | 40     |
| Renault                           | 33     |
| Opel/Vauxhall                     | 32     |
| Peugeot                           | 18     |
| Ford                              | 10     |
| Volkswagen                        | 10     |
| Hyundai                           | 10     |
| Citroën                           | 8      |
| Seat                              | 7      |

### Championnat du monde des rallyes 2 Litres des constructeurs 1995
Les épreuves du Kenya, de l'Acropole, d'Argentine, de Finlande et du Sanremo découvrent à leur tour le 2L.WC, qui compte alors deux épreuves de plus que le WRC: dix pour huit.
| no | Date          | Rallye                     | Premier 2L.                           | Voiture                    |
| -- | ------------- | -------------------------- | ------------------------------------- | -------------------------- |
| 1  | 22-26 janvier | Rallye Monte-Carlo         | Jean Ragnotti Gilles Thimonier        | Renault Clio Maxi (7e)     |
| 2  | 10-12 février | Rallye de Suède            | Pier Svan Sten-Ove Olsson             | Opel Astra GSi 16V (7e)    |
| 3  | 8-10 mars     | Rallye du Portugal         | Piergiorgio Deila Pierangelo Scalvini | Peugeot 306 S16 (16e)      |
| 4  | 14-17 avril   | Rallye Safari              | Azar Anwar Shailen Shah               | Daewoo Cielo (18e)         |
| 5  | 3-5 mai       | Tour de Corse              | Philippe Bugalski Jean-Paul Chiaroni  | Renault Clio Maxi (9e)     |
| 6  | 28-31 mai     | Rallye de l'Acropole       | Erwin Weber Manfred Hiemer            | Seat Ibiza GTi 16V (3e)    |
| 7  | 7-9 juillet   | Rallye d'Argentine         | Pavel Sibera Pet Gross                | Škoda Felicia Kit Car (4e) |
| 8  | 27-30 juillet | Rallye de Nouvelle-Zélande | David Black Jane Black                | Toyota Corolla GT (29e)    |
| 9  | 25-27 août    | Rallye de Finlande         | Jarmo Kytölehto Arto Kapanen          | Opel Astra GSi 16V (3e)    |
| 10 | 8-11 octobre  | Rallye Sanremo             | Freddy Loix Sven Smeets               | Opel Astra GSi 16V (8e)    |

| Équipes                                                | Points |
| ------------------------------------------------------ | ------ |
| Peugeot (Deila/Scalvini, Panizzi/Panizzi, Torras/Gait) | 257    |
| Renault                                                | 227    |
| Škoda                                                  | 174    |
| Suzuki                                                 | 75     |
| Toyota                                                 | 63     |
| Renault Argentina                                      | 45     |
| Daewoo                                                 | 35     |
| Honda                                                  | 35     |

### Championnat du monde des rallyes 2 Litres des constructeurs 1996
Les rallyes du Monte-Carlo, du Portugal, de Corse, de Nouvelle-Zélande et de Grande-Bretagne sont celles uniquement comptabilisées en 2L.WC cette année-là. Le terme de Championnat est conservé.
| no | Date             | Rallye                     | Premier 2L.                          | Voiture                     |
| -- | ---------------- | -------------------------- | ------------------------------------ | --------------------------- |
| 1  | 20-25 janvier    | Rallye Monte-Carlo         | François Delecour Hervé Sauvage      | Peugeot 306 Maxi (2e)       |
| 2  | 6-8 mars         | Rallye du Portugal         | Jesús Puras Carlos del Barrio        | Seat Ibiza GTi 16V (5e)     |
| 3  | 29 avril-1er mai | Tour de Corse              | Philippe Bugalski Jean-Paul Chiaroni | Renault Maxi Mégane (1er)   |
| 4  | 4-6 juillet      | Rallye d'Argentine         | Gabriel Raies Jose Maria Volta       | Renault Clio Williams (14e) |
| 5  | 27-30 juillet    | Rallye de Nouvelle-Zélande | Emil Triner Pavel Štanc              | Škoda Felicia Kit Car (9e)  |
| 6  | 13-16 septembre  | Rallye d'Australie         | Pavel Sibera Petr Gross              | Škoda Felicia Kit Car (14e) |
| 7  | 4-6 novembre     | Rallye de Catalogne        | Marco Oriol Gómez Marc Martí         | Renault Maxi Mégane (8e)    |
| 8  | 23-25 novembre   | Rallye de Grande-Bretagne  | Stig Blomqvist Benny Melander        | Škoda Felicia Kit Car (3e)  |

| Équipes                                                 | Points |
| ------------------------------------------------------- | ------ |
| Seat (Puras/del Barrio, Weber/Hiemer, Bardolet/Muntada) | 274    |
| Renault                                                 | 265    |
| Škoda                                                   | 264    |
| Peugeot                                                 | 168    |
| General Motors Europe                                   | 103    |
| Suzuki                                                  | 52     |
| Hyundai                                                 | 52     |
| Daihatsu                                                | 50     |
| Honda                                                   | 43     |
| Nissan                                                  | 42     |

### Coupe du monde FIA 2 Litres des constructeurs 1997
Victoire d'Harri Rovanperä à six reprises.
| no | Date                  | Rallye                     | Premier 2L.                      | Voiture                       |
| -- | --------------------- | -------------------------- | -------------------------------- | ----------------------------- |
| 1  | 19-22 janvier         | Rallye Monte-Carlo         | Emil Triner Juliu Gál            | Škoda Felicia Kit Car (11e)   |
| 2  | 7-10 février          | Rallye de Suède            | Jörgen Jonasson Nicklas Jonasson | Volkswagen Golf Kit Car (14e) |
| 3  | 1-3 mars              | Rallye Safari              | Russell Palmer Brian Harwood     | Proton Satria (11e)           |
| 4  | 23-26 mars            | Rallye du Portugal         | Alister McRae David Senior       | Volkswagen Golf Kit Car (9e)  |
| 5  | 14-16 avril           | Rallye de Catalogne        | Gilles Panizzi Hervé Panizzi     | Peugeot 306 Maxi (3e)         |
| 6  | 5-7 mai               | Tour de Corse              | Gilles Panizzi Hervé Panizzi     | Peugeot 306 Maxi (3e)         |
| 7  | 22-24 mai             | Rallye d'Argentine         | Harri Rovanperä Voitto Silander  | Seat Ibiza GTi 16V (8e)       |
| 8  | 8-10 juin             | Rallye de l'Acropole       | Marco Oriol Gómez Marc Martí     | Seat Ibiza GTi 16V (15e)      |
| 9  | 2-5 août              | Rallye de Nouvelle-Zélande | Marco Oriol Gómez Marc Martí     | Seat Ibiza GTi 16V (15e)      |
| 10 | 29-31 août            | Rallye de Finlande         | Harri Rovanperä Voitto Silander  | Seat Ibiza GTi 16V (10e)      |
| 11 | 19-21 septembre       | Rallye d'Indonésie         | Harri Rovanperä Voitto Silander  | Seat Ibiza GTi 16V (7e)       |
| 12 | 12-15 octobre         | Rallye Sanremo             | Harri Rovanperä Voitto Silander  | Seat Ibiza GTi 16V (10e)      |
| 13 | 30 octobre-2 novembre | Rallye d'Australie         | Harri Rovanperä Voitto Silander  | Seat Ibiza GTi 16V (10e)      |
| 14 | 23-25 novembre        | Rallye de Grande-Bretagne  | Harri Rovanperä Voitto Silander  | Seat Ibiza GTi 16V (9e)       |

| Équipes                                                                      | Points |
| ---------------------------------------------------------------------------- | ------ |
| Seat (Rovanperä/Silander, Gómez/ Martí, Gardemeister/Lukander, Evans/Davies) | 114    |
| Skoda                                                                        | 44     |
| Peugeot                                                                      | 39     |
| Renault                                                                      | 33     |

### Coupe du monde FIA 2 Litres des constructeurs 1998
| no | Date              | Rallye                     | Premier 2L.                        | Voiture                       |
| -- | ----------------- | -------------------------- | ---------------------------------- | ----------------------------- |
| 1  | 19-21 janvier     | Rallye Monte-Carlo         | Gilles Panizzi Hervé Panizzi       | Peugeot 306 Maxi (9e)         |
| 2  | 6-8 février       | Rallye de Suède            | Jörgen Jonasson Pecka Svensson     | Seat Ibiza GTi 16V (20e)      |
| 3  | 28 février-2 mars | Rallye Safari              | Harri Rovanperä Voitto Silander    | Seat Ibiza GTi 16V Evo2 (5e)  |
| 4  | 22-25 mars        | Rallye du Portugal         | Adruzilo Lopes Luis Lisboa         | Peugeot 306 Maxi (14e)        |
| 5  | 20-22 avril       | Rallye de Catalogne        | Gilles Panizzi Hervé Panizzi       | Peugeot 306 Maxi (6e)         |
| 6  | 4-6 mai           | Tour de Corse              | François Delecour Daniel Grataloup | Peugeot 306 Maxi (2e)         |
| 7  | 20-23 mai         | Rallye d'Argentine         | Marco Oriol Gómez Marc Martí       | Seat Ibiza GTi 16V Evo2 (10e) |
| 8  | 7-9 juin          | Rallye de l'Acropole       | Harri Rovanperä Risto Pietiläinen  | Seat Ibiza GTi 16V Evo2 (15e) |
| 9  | 24-27 juillet     | Rallye de Nouvelle-Zélande | Harri Rovanperä Risto Pietiläinen  | Seat Ibiza GTi 16V Evo2 (13e) |
| 10 | 21-23 août        | Rallye de Finlande         | Toni Gardemeister Paavo Lukander   | Seat Ibiza GTi 16V Evo2 (14e) |
| 11 | 12-14 octobre     | Rallye Sanremo             | Gilles Panizzi Hervé Panizzi       | Peugeot 306 Maxi (5e)         |
| 12 | 5-8 novembre      | Rallye d'Australie         | Alister McRae David Senior         | Volkswagen Golf Kit Car (17e) |
| 13 | 22-24 novembre    | Rallye de Grande-Bretagne  | Tapio Laukkanen Kaj Lindström      | Renault Maxi Mégane (12e)     |

| Équipes                                                                | Points |
| ---------------------------------------------------------------------- | ------ |
| Seat (Rovanperä/Silander/Pietiläinen, Gómez/ Martí, Jonasson/Svensson) | 87     |
| Peugeot                                                                | 69     |
| Volkswagen                                                             | 69     |
| Renault                                                                | 26     |
| Hyundai                                                                | 17     |

### Coupe du monde FIA 2 Litres des constructeurs 1999
Après 1993, une Renault 18 termine pour la seconde fois première en catégorie 2 Litres sur le sol argentin.
| no | Date            | Rallye                     | Premier 2L.                           | Voiture                          |
| -- | --------------- | -------------------------- | ------------------------------------- | -------------------------------- |
| 1  | 17-20 janvier   | Rallye Monte-Carlo         | Andrea Maselli Nicola Arena           | Renault Clio Maxi (17e)          |
| 2  | 12-14 février   | Rallye de Suède            | Harry Joki Ingemar Karlsson           | Volkswagen Golf GTi 16V (22e)    |
| 3  | 25-28 février   | Rallye Safari              | Phineas Khimathi Abdul Sidi           | Hyundai Coupé (18e)              |
| 4  | 21-24 mars      | Rallye du Portugal         | Alister McRae David Senior            | Hyundai Coupé Kit Car Evo2 (13e) |
| 5  | 19-21 avril     | Rallye de Catalogne        | Marco Oriol Gómez Pascual Oriol Julià | Renault Maxi Mégane (8e)         |
| 6  | 7-9 mai         | Tour de Corse              | Tapio Laukkanen Kaj Lindström         | Renault Maxi Mégane (10e)        |
| 7  | 22-25 mai       | Rallye d'Argentine         | Ricardo Bissio Claudio Henin          | Renault 18 GTX (19e)             |
| 8  | 6-9 juin        | Rallye de l'Acropole       | Kenneth Eriksson Staffan Parmander    | Hyundai Coupé Kit Car Evo2 (15e) |
| 9  | 15-18 juillet   | Rallye de Nouvelle-Zélande | Kenneth Eriksson Staffan Parmander    | Hyundai Coupé Kit Car Evo2 (17e) |
| 10 | 20-22 août      | Rallye de Finlande         | Tapio Laukkanen Kaj Lindström         | Renault Maxi Mégane (13e)        |
| 11 | 17-19 septembre | Rallye de Chine            | Alister McRae David Senior            | Hyundai Coupé Kit Car Evo2 (10e) |
| 12 | 11-13 octobre   | Rallye Sanremo             | Piero Longhi Luccio Baggio            | Renault Maxi Mégane (12e)        |
| 13 | 4-7 novembre    | Rallye d'Australie         | Kenneth Eriksson Staffan Parmander    | Hyundai Coupé Kit Car Evo2 (9e)  |
| 14 | 21-23 novembre  | Rallye de Grande-Bretagne  | Mark Higgins Bryan Thomas             | Volkswagen Golf Kit Car (15e)    |

| Équipes | Points                                               |
| --- | ---------------------------------------------------- |
| Renault (Maselli/Arena, Manicia/Tahon, Roche/Preve, Mosson/Pomi, Rowe/Ringer, Azeredo/Magalães, Pinto/Cassamo, Gómez/Julià, Laukkanen/Lindström, Rousselot/Boyere, Bissio/Henin, Lecerf/Catala, Longhi/Baggio, Sperrer/Carlsson) | 102                                                  |
| Hyundai | 95                                                   |
| Volkswagen | 25 (non classé, car Golf GTI Kit Car non homologuée) |